# Parafia Najświętszej Maryi Panny Wniebowziętej w Łubnicach
Parafia Najświętszej Maryi Panny Wniebowziętej w Łubnicach – parafia rzymskokatolicka należąca do dekanatu Bolesławiec diecezji kaliskiej. Została utworzona w 1935. Mieści się przy ulicy Generała Sikorskiego w Łubnicach. Prowadzą ją księża diecezjalni.